# Remco van der Schaaf
Remco Jelmer van der Schaaf (Ten Boer, 28 febbraio 1979) è un allenatore di calcio ed ex calciatore olandese di ruolo centrocampista.